# Valle di Casies
Valle di Casies este o comună din provincia Bolzano, regiunea Trentino-Alto Adige, Italia, cu o populație de 2.320 locuitori (1 ianuarie 2023) și o suprafață de 110,14 km².

## Demografie
Valle di Casies - evoluția demografică

|  | Graficele sunt indisponibile din cauza unor probleme tehnice. Mai multe informații se găsesc la Phabricator și la wiki-ul MediaWiki. |

Date: Recensăminte sau birourile de statistică - grafică realizată de Wikipedia